# Statue-menhir de Lubio
La statue-menhir de Lubio, appelée aussi statue-menhir de la Ferrière, est une statue-menhir appartenant au groupe rouergat découverte à Murat-sur-Vèbre, dans le département du Tarn en France.

## Description
Elle a été découverte en 1980 par M. Barthès lors d'un labour près de la ferme de La Ferrière. C'est un fragment d'une statue plus grande gravée sur une dalle de granite qui a été bouchardée sur ses deux faces. Il mesure 0,97 m de hauteur sur 0,58 m de largeur et 0,32 m d'épaisseur.
Le décor est pratiquement complètement effacé, seule une ceinture est visible sur la face antérieure,.